# آرام مکرتچیان
آرام سایادی مکرتچیان (ارمنی: Արամ Սայադի Մկրտչյան؛ زادهٔ ۱۷ ژوئیهٔ ۱۹۶۵) یک سیاستمدار اهل ارمنستان است که از تاریخ ۱۹۹۵ تا تاریخ ۱۹۹۹ سمت نمایندگی دوره اول مجلس ملی جمهوری ارمنستان را برعهده داشت.

## زندگی‌نامه
در ۱۷ ژوئیهٔ ۱۹۶۵ در ایروان به دنیا آمد و از دانشگاه پلی‌تکنیک ارمنستان فارغ‌التحصیل شد. 